# Nicolae Teclu
Nicolae Teclu (Brașov, 11 ottobre 1839 – Vienna, 13 luglio 1916) è stato un chimico e architetto rumeno.
Fu tra gli sviluppatori della chimica moderna.
Diede il suo nome al bruciatore di Teclu utilizzato in tutto il mondo.
Ha studiato ingegneria ed architettura, e successivamente la chimica, continuando la sua carriera sino a diventare professore di chimica generale e chimica analitica a Vienna.
Ha inoltre contribuito notevolmente allo sviluppo in tutto il mondo della chimica.

## Biografia
Dopo il liceo a Braşov ha studiato chimica all'Università tecnica di Vienna e successivamente cambiò indirizzo frequentando la facoltà di architettura all'Accademia delle belle arti di Monaco di Baviera. Riprese successivamente gli studi in chimica laureandosi presso lo stesso Politecnico di Vienna. Dopo un breve periodo in Romania (professore all'Università della Transilvania di Braşov dal 1863 al 1868), tornò a Vienna come professore di chimica generale e chimica analitica.

In particolare ricoprì gli incarichi di professore di chimica presso l'Accademia di Commercio di Vienna, docente presso l'Accademia di Belle Arti di Vienna (in chimica dei colori), chimico della Zecca di Stato e stampa della Casa Imperiale di Vienna.
Nel 1892 pubblicò la sua invenzione del bruciatore a gas con un meccanismo per controllare le rispettive quantità di aria e gas metano.

Il suo bruciatore produce una fiamma più calda rispetto al becco di Bunsen, rendendolo così superiore.
L'utilizzo di bruciatori di Teclu è molto comune, non solo in Romania, ma anche in molte altre parti del mondo.

Ha sviluppato una vasta ricerca, specie nei settori della chimica inorganica; i suoi settori di studio includono:
- la resistenza della carta e delle fibre di legno
- pigmenti minerali
- oli utilizzati nella pittura
- combustione dei gas (alcani)

Fu anche l'ideatore di diversi altri oggetti di laboratorio, ora conservati presso l'Università di Bucarest. Tra questi oggetti vi è uno strumento per la rilevazione di gas metano e un altro per la preparazione dell'ozono.
Effettuò l'analisi chimica di un meteorite trovato nel 1870 a Goalpara, India.

È stato eletto membro dell'Accademia di Romania.